# Bartherans
Bartherans település Franciaországban, Doubs megyében. Lakosainak száma 60 fő (2022. január 1.). Bartherans Myon, Ronchaux, Ivrey és Le Val községekkel határos.

## Népesség
A település népességének változása:
| Lakosok száma | 61   | 50   | 46   | 48   | 49   | 50   | 55   | 59   | 59   | 60   |
|               | 1968 | 1982 | 1990 | 2006 | 2013 | 2015 | 2017 | 2019 | 2020 | 2022 |